# 1947 год в спорте
Список 1947 год в спорте описывает спортивные события, произошедшие в 1947 году.

## СССР
- Чемпионат СССР по боксу 1947;
- Чемпионат СССР по классической борьбе 1947;
- Чемпионат СССР по самбо 1947;
- Чемпионат СССР по шахматам 1947;
- Личный чемпионат СССР по шахматной композиции 1947;
- Чемпионат СССР по баскетболу среди женщин 1947;
- Чемпионат СССР по баскетболу среди мужчин 1947;
- Чемпионат СССР по волейболу среди женщин 1947;
- Чемпионат СССР по волейболу среди мужчин 1947;
- Чемпионат СССР по лёгкой атлетике 1947.
- Чемпионат СССР по современному пятиборью 1947.

### Футбол
- Чемпионат СССР по футболу 1947;
- Созданы футбольные клубы:
  - «Авангард» (Подольск);
  - «Волга» (Ульяновск);
  - «Копетдаг» (Туркмения);
  - «Жальгирис» (Вильнюс);
  - «Нефтяник» (Уфа);
  - «Прометей» (Днепродзержинск);
  - «Торпедо» (Минск);
  - «Торпедо» (Ярославль);
  - «Факел» (Воронеж).

## Хоккей
- Чемпионат СССР по хоккею с шайбой 1946/1947
- Чемпионат СССР по хоккею с шайбой 1947/1948
- Созданы хоккейные клубы:
  - «Крылья Советов»;
  - «Спартак» (Ленинград);
  - «Трактор».

## Международные события
- Чемпионат Европы по боксу 1947;
- Чемпионат Европы по тяжёлой атлетике 1947;
- Чемпионат Европы по фигурному катанию 1947;
- Чемпионат мира по фигурному катанию 1947;
- Чемпионат мира по международным шашкам среди мужчин 1947 (матч);
- Чемпионат мира по конькобежному спорту в классическом многоборье 1947;
- Чемпионат мира по конькобежному спорту в классическом многоборье среди женщин 1947;
- Чемпионат мира по хоккею с шайбой 1947

## Персоналии

### Родились
- 2 января — Александр Якушев — советский хоккеист и тренер.
- 13 февраля — Татьяна Тарасова — советский и российский тренер по фигурному катанию.
- 23 февраля — Борис Кузнецов — советский боксёр, олимпийский чемпион 1972 года (ум. 2006).
- 24 февраля
  - Душко Антунович (фр. Duško Antunović) — хорватский ватерполист и тренер, призёр международных соревнований, первый тренер независимой хорватской сборной (ум. 2012).[1][2]
  - Рэй Девенни (англ. Raymond Robert Wilmont Devenney / Raymond Robert Devenney / Ray Devenney) — ирландский шахматист, чемпион Ирландии (1977), министр по делам религии.[3][4][5][6][7]
  - Александр Дмитриевич Сапёлкин — советский хоккеист, мастер спорта СССР международного класса (ум. 2005).
  - Майк Фрателло — американский комментатор и профессиональный баскетбольный тренер.
  - Роман Григорьевич Шнейдерман — советский украинский футболист и тренер (ум. 2010).
  - Энни ван дер Мер (нидерл. Annie van der Meer) — нидерландская спортсменка-легкоатлетка, бегун на сверхдлинные дистанции, многократная мировая рекордсменка, единственная женщина, пробежавшая наравне с мужчинами, внесена в Книгу рекордов Гиннеса.
- 25 апреля — Йохан Кройф — голландский футболист и тренер.
- 11 мая — Юрий Сёмин — советский футболист и российский футбольный тренер.
- 30 июня — Владимир Петров — советский хоккеист.
- 30 июля — Арнольд Шварценеггер — американский киноактёр и культурист австрийского происхождения, бизнесмен, политик-республиканец — губернатор Калифорнии (с 2003 по 2011 г.).
- 16 августа — Карим Абдул-Джаббар — американский баскетболист, считается одним из лучших игроков в истории баскетбола.
- 27 сентября — Дик Адвокат — бывший тренер футбольных сборных Нидерландов, ОАЭ, Республики Корея и России.

### Скончались
- 5 марта — Бениамин Блюменфельд (62) — шахматист, шахматный теоретик, юрист.